# Анна фон Мільденбург
Анна Белльшан фон Мільденбург (нім. Anna Bellschan von Mildenburg), в шлюбі Анна Бар-Мільденбург (нім. Anna Bahr-Mildenburg; 29 листопада 1872, Відень — 27 січня 1947, Відень) — австрійська оперна співачка (драматичне сопрано) та письменниця.

## Життєпис
Навчалася у Віденській консерваторії у Рози Папір та Йоганнеса Ресса, потім приватно у Козіми Вагнер і Густава Малера, який занадто її опікав. Дебютувала в 1895 році в Гамбурзькій опері в партії Брунгільди у вагнерівському «Персні нібелунгів» (у постановці Малера), в 1897 році співала Кундрі в «Парсіфалі» на Байройтському фестивалі. З 1898 року виступала на сцені Віденської придворної опери, директором якої у 1897–1907 роках був Малер, і мала надзвичайний успіх. Солісткою віденської трупи Анна Мільденбург залишалася до 1917 року, її коронною партією вважалася партія Ізольди в «Трістані та Ізольді».
У 1920-ті роки Бар-Мільденбург виступала рідше — зокрема, час від часу з'являючись на Зальцбурзькому фестивалі. В цей період вона викладала в Мюнхені, де у неї вчився Лауріц Мельхіор.
Анна фон Мільденбург вважається однією з найбільших співачок вагнерівського репертуару на рубежі XIX–XX століть. За іронією долі єдиний збережений її запис до цього репертуару не відноситься: це речитатив з арії «Ozean, du Ungeheuer!» з опери «Оберон» Карла Марії фон Вебера, записаний в 1904 році.

## Особисте життя
З 1909 року була одружена з австрійським письменником Германом Баром.